# Бирсеу-Маре
Бирсеу-Маре (рум. Bârsău Mare) — село у повіті Селаж в Румунії. Входить до складу комуни Гилгеу.
Село розташоване на відстані 367 км на північний захід від Бухареста, 47 км на схід від Залеу, 55 км на північ від Клуж-Напоки.

## Населення
За даними перепису населення 2002 року у селі проживали 298 осіб.
Національний склад населення села:
| Національність | Кількість осіб | Відсоток |
| -------------- | -------------- | -------- |
| румуни         | 272            | 91,3%    |
| цигани         | 25             | 8,4%     |

Рідною мовою назвали:
| Мова      | Кількість осіб | Відсоток |
| --------- | -------------- | -------- |
| румунська | 273            | 91,6%    |
| циганська | 24             | 8,1%     |